# Dipteris novoguineensis
Dipteris novoguineensis är en ormbunkeart som beskrevs av Posthumus. Dipteris novoguineensis ingår i släktet Dipteris och familjen Dipteridaceae. Inga underarter finns listade.